# 米氏厚頰綿鳚
米氏厚頰綿鳚，為輻鰭魚綱鱸形目绵鳚亞目绵鳚科的其中一種，分布於西北太平洋的鄂霍次克海海域，屬底棲性魚類，棲息深度在水深0至60公尺，背鰭軟條110至111枚；臀鰭軟條89至90枚；脊椎骨106至115枚，體長可達17.8公分，主要活動在潮間帶。

## 扩展阅读
維基物種上的相關：米氏厚頰綿鳚